# برمبرگ
برمبرگ (به آلمانی: Bremberg) یک شهر در آلمان است که در Verbandsgemeinde Katzenelnbogen واقع شده‌است.